# Němčice, Strakonice
Němčice là một làng thuộc huyện Strakonice, vùng Jihočeský, Cộng hòa Séc.